# Vojtěch Řepa
Vojtěch Řepa (* 14. August 2000 in Velká Bíteš) ist ein ehemaliger tschechischer Radrennfahrer.

## Sportlicher Werdegang
Bis zum Alter vom 16 Jahren spielte Repa Eishockey, nach einer schweren Knöchelverletzung beendete er das Eishockey und kam zum Radsport. Gefördert vom ehemaligen tschechischen Radrennfahrer René Andrle kam er zur Saison 2019 zum damaligen Topforex Lapierre Pro Cycling Team, das ein Jahr später eine Lizenz als UCI Continental Team erhielt. 2020 machte er durch den Gewinn der tschechischen Meisterschaften sowie den dritten Platz bei den UEC-Straßen-Europameisterschaften jeweils im Straßenrennen der U23 auf sich aufmerksam. Zum Saisonende erzielte er mit dem Gewinn der Gesamtwertung der Tour of Małopolska seinen ersten Erfolg auf der UCI Europe Tour.
Nach seinen Erfolgen in der Saison 2020 wechselte Řepa zur Folgesaison zum spanischen UCI ProTeam Kern Pharma. Mitten in der Saison 2021 erlitt er eine Fazialislähmung, so dass er pausieren musste und erst wieder 2022 Rennen bestreiten konnte.  Sein erster zählbarer Erfolg für sein neues Team war der Gewinn der Nachwuchswertung bei der Slowenien-Rundfahrt 2022. Mit der Vuelta a España 2022 nahm er an einer Grand Tour teil und beendete diese auf Platz 77 der Gesamtwertung. Im Mai 2023 erklärte er überraschend im Alter von 22 Jahren seinen Rücktritt vom professionellen Radsport.

## Erfolge
2020
- Gesamtwertung und Nachwuchswertung Tour of Małopolska
- Europameisterschaften – Straßenrennen (U23)
- Tschechischer Meister – Straßenrennen (U23)

2022
- Nachwuchswertung Slowenien-Rundfahrt

## Grand-Tour-Platzierungen
| Grand Tour            | 2022 |
| --------------------- | ---- |
| Giro d’ItaliaGiro     | –    |
| Tour de FranceTour    | –    |
| Vuelta a EspañaVuelta | 77   |